# Taenaris hyaeus
Taenaris hyaeus är en fjärilsart som beskrevs av Brooks 1950. Taenaris hyaeus ingår i släktet Taenaris och familjen praktfjärilar. Inga underarter finns listade i Catalogue of Life.